# كينيون إي. غيز
كينيون إي. غيز هو سياسي أمريكي، ولد في 21 ديسمبر 1933. نشط حزبياً في الحزب الجمهوري. وقد انتخب عضو جمعية ولاية ويسكونسن ‏.